# Galeopsis pyrenaica
Espèce
Synonymes
- Galeopsis blanquetii Sennen[1]
- Galeopsis ladanum var. pyrenaica (Bartl.) O.Bolòs & Vigo[1]
- Galeopsis nadalii Sennen[1]
- Galeopsis pubinervis Sennen[1]
- Tetrahit pyrenaicum (Bartl.) Bubani[1]

Galeopsis pyrenaica, le Galéopsis des Pyrénées, est une espèce de plantes à fleurs de la famille des Lamiacées, endémique de la partie orientale du massif pyrénéen : France (Pyrénées-Orientales, Aude et probablement Ariège) et Espagne.

## Habitats
On trouve la plante dans des lieux pierreux ouverts sur silice de 400 à 2600 mètres d'altitude.

## Liste des variétés
Selon Tropicos (24 août 2019) :
- variété Galeopsis pyrenaica var. nana Willk. & Costa